# Incel
Incel er en forkortelse af engelsk Involuntary Celibate (på dansk: Ufrivilligt cølibat) og dækker over en gruppe mænd, der ser sig selv svigtet af kvinder generelt. Nogle mænd er vrede i sådan en grad, at de begår, ønsker at begå eller forsøger at begå vold og drab. Begrebet udspringer af den såkaldte manosfære, der betegner antifeministiske grupperinger,  typisk af mænd på internettet. Psykologisk forskning peger på, at der er en sammenhæng mellem personlighedstrækkene kvindehad og fordomme over for etniske minoriteter.

## Udbredelse
Det er usikkert, hvor udbredt fænomenet er, men en undersøgelse af Center for Digital Pædagogik og analysebureauet Analyse & Tal betalt af Nordisk Ministerråd fandt, at mellem 100 og 850 nordiske brugere i perioden juni 2019 til juni 2020 delte misogyne opslag på Reddit, Twitter og 4chan. Næstflest af disse er danskere.

## Vold
I dele af incelosfæren, som incel-mijøet kaldes, når det er online, deler medlemmerne voldelige diskurser, og der bliver undertiden diskuteret, hvorvidt vold og magt er legitime værktøjer. Det er ikke ensbetydende med, at personer, der betragter sig selv som incels, begår eller vil begå vold, men en række voldsepisoder har vist, at nogle incels er parate til at begå vold.

### Incels som sikkerhedstrussel
Incels er siden 2021 nævnt under "Andre trusler" i Politiets Efterretningstjenestes trusselsvurderinger.:42  I 2022 skrev PET, at incels ofte færdes i internationale virtuelle interessefællesskaber, der tilbyder omfattende anonymitet. Det betyder, at myndighederne kan have "særdeles svært" ved at forudsige, hvem og hvor incels vil angribe. PET vurderer, at incels har en "bred måludvælgelse og vil kunne angribe både kvinder og mænd".:44 
Ifølge PET har der været flere eksempler på voldelige angreb i vesten begået af personer, der betragtede sig selv som incels. Efterretningstjenesten vurderer, at disse angreb ikke i juridisk forstand kunne dømmes efter den danske terrorlovgivning, selvom denne type af angreb også til dels er politisk motiveret, når de eksempelvis bliver udført for at fremme eller gennemtvinge politiske idéer såsom ligestilling eller retfærdighed.:38 

### Voldsepisoder med udgangspunkt i incelkultur
Danmarks eneste udførte skoleskyderi, der fandt sted på Aarhus Universitet d. 5. april 1994, blev begået af en 35-årig mand, og selvom det er uvist hvilke motiver manden helt præcis havde, dræbte han to kvindelige studerende og sårede yderligere to. Manden havde halvandet år inden mordene i en dagbog skrevet, at "når det her læses, har jeg forhåbentlig myrdet et par værdiløse søer, som skal betale for de sår, jeg render rundt med", og andetsteds beskrev han kvinder som ”hjernedøde nådesløse dåser”. Manden tog sit eget liv i forbindelse med skoleskyderiet, og selvom der formentlig også var et økonomisk motiv for mandens drab, og selvom episoden fandt før begrebet incel bliver brugt, minder mandens motiver om andre voldsparate incels motiver.
Den 3. februar 2022 blev en 27-årig mand dømt til anbringelse på en psykiatrisk afdeling, da han angiveligt i årene 2015 til 2018 planlagde et skoleskyderi, ved at undersøge fire forskellige skoler og uddannelsesinstitutioner i Aarhus, lovligt at anskaffe sig to pistoler, at opnå skydefærdigheder og ulovligt at have været i besiddelse af et skarpladt våben på et offentligt tilgængeligt sted. Ifølge Digitalt Ansvar, der anmeldte manden til Politiet, bundede forberedelserne i et had til kvinder, og Digitalt Ansvar blev opmærksom på ham, da han deltog i incel-diskussioner på internettet. Manden, der i retten har forklaret, at der ikke var nogle realiteter i det, da han ser dem som "sygelige fantasier, som jeg fik rystet mig fri for af egen styrke", ankede dommen d. 18. februar 2022 til Vestre Landsret.